# Universidad Católica de la Santísima Concepción
Die Universidad Católica de la Santísima Concepción, kurz UCSC, ist eine chilenische katholische Universität mit Sitz in Concepción.
Träger ist das Erzbistum Concepción.
Die Hochschule wurde am 10. Juli 1991 durch den Erzbischof von Concepción, Antonio Moreno Casamitjana, gegründet. Die Hochschulcampi liegen in Talcahuano, Los Ángeles, Chillán und Cañete. Rektor ist Christian Schmitz Vaccaro; Großkanzler ist Fernando Natalio Chomalí Garib.

## Fakultäten
- Rechtswissenschaften
- Naturwissenschaften
- Ingenieurwissenschaften
- Medizin
- Wirtschaftswissenschaften
- Kommunikationswissenschaften
- Geschichte
- Sozialwissenschaften

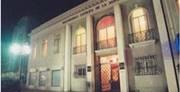
Hauptgebäude Concepción
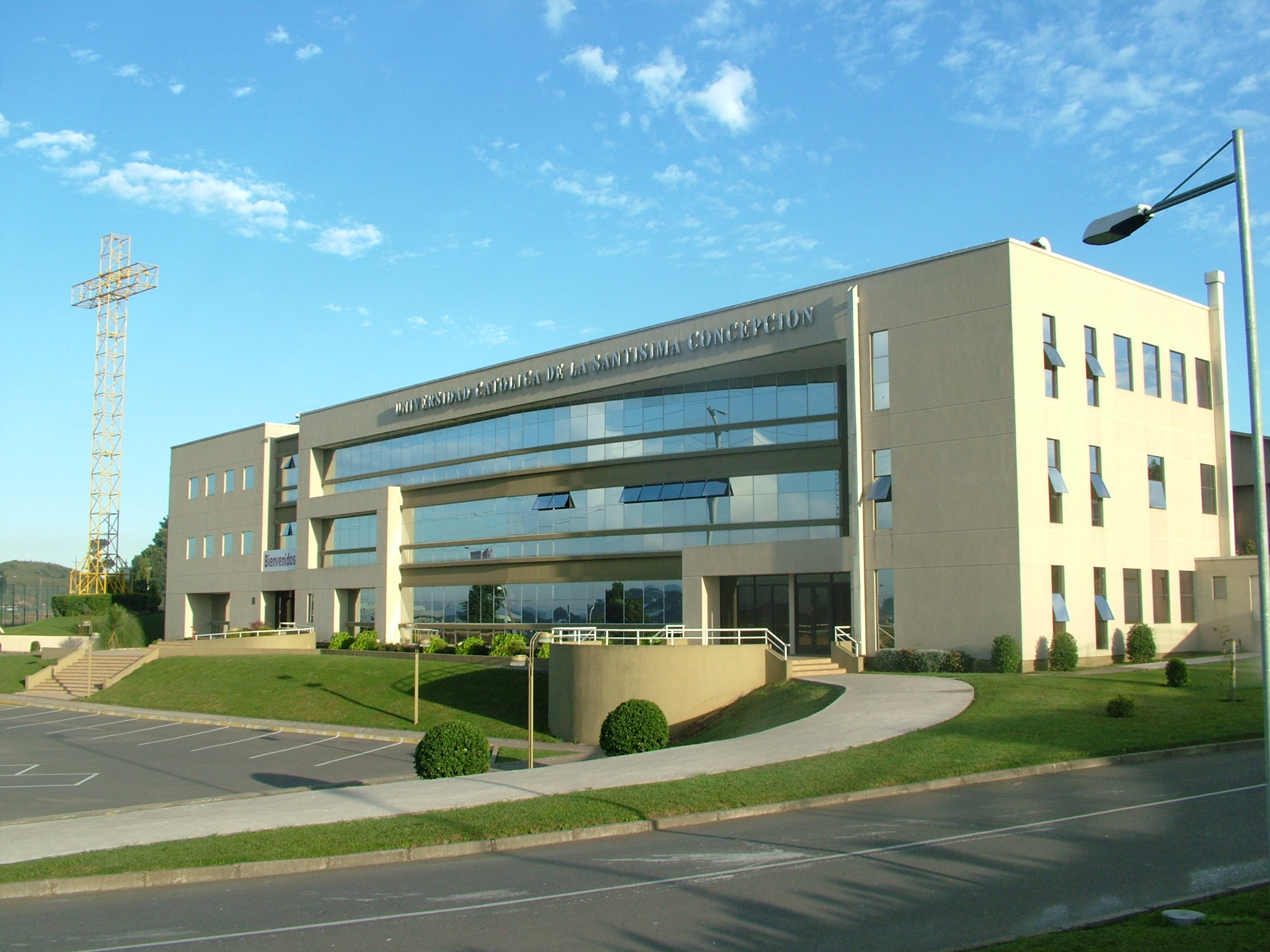
San Andres-Gebäude
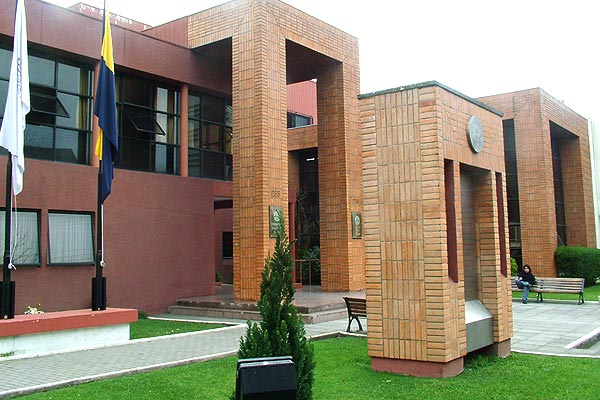
Rechtsfakultät